# 李偉倫
李偉倫（Li Wai Lun ，1976年12月29日—），生於香港，已退役香港著名籃球運動員，司職大前鋒，暱稱「倫仔」，現職籃球教練。

## 籃球生涯
李偉倫生於香港，於珠海學院畢業，1993年代表香港學界隊開始嶄露頭角，其後加入甲組會海裕，展開長達18年的籃球生涯， 1997年為威立奪得亞洲冠軍球會盃的成員，於2001年代表香港到北京出戰世界大學運動會時擔任持旗手，在1994至2009年為香港代表隊主力成員，多年來共効力過9支球隊，如本地班霸威立、永倫、南華等，曾多次入選香港籃球明星隊，並奪得年度「最有價值球員」、「助攻王」、「得分王」及「偷截王」奬項。2014年6月，由於南華因隊長譚偉洋約兩周前受傷，需休養4至6周，故邀請舊將李偉倫復出，披上當年効力南華時的11號球衣，首場復出正選上陣並射入5分，助球隊以97–58打敗飛鷹。

## 教練生涯
2013年，李偉倫擔任加入由香振強、張繼聰及方力申等人組成的Nuts明星籃球隊教練，他亦於多間學校及團體擔任教練，在2015年擔任香港甲二籃球聯賽球隊東方的助教，並帶領球隊奪得甲二籃球聯賽冠軍，升班後成為全港首支職業籃球隊，而李偉倫改擔任球隊副總監，直至2016年9月2日，東方在官方Facebook專頁宣布，副總監李偉倫因私人理由提出請辭，球會經研究後接納其決定，並感謝李偉倫三年來為球會所作的貢獻。

## 個人生活
李偉倫已婚，太太為空姐，最愛的球隊是芝加哥公牛，而最愛的球星則是公牛名宿柏賓，李偉倫的球衣號碼多數是33號和8號，這全都是其偶像柏賓於球隊和美國國家隊的號碼。2014年開始擔任籃球節目《轉身射個3分波》主持人。

## 外部連結
- 李偉倫在archive.fiba.com（archived）（英语）
- 李偉倫在Eurobasket.com（球員）（英语）
- 李偉倫在RealGM（英语）